# Allocricetulus
Allocricetulus là một chi động vật có vú trong họ Cricetidae, bộ Gặm nhấm. Chi này được Argyropulo miêu tả năm 1932. Loài điển hình của chi này là Cricetus eversmanni Brandt, 1859.

## Các loài
Chi này gồm các loài:
- Allocricetulus curtatus
- Allocricetulus eversmanni